# Neuburg an der Kammel
Neuburg an der Kammel település Németországban, azon belül Bajorországban. Lakosainak száma 3251 fő (2023. december 31.). Neuburg an der Kammel Krumbach, Ursberg, Kammeltal, Burtenbach, Münsterhausen, Thannhausen, Deisenhausen, Wiesenbach (Schwaben) és Ellzee községekkel határos.

## Népesség
A település népessége az elmúlt években az alábbi módon változott:
| Lakosok száma | 693  | 1055 | 1088 | 2757 | 3104 | 3155 | 3124 | 3156 | 3142 | 3251 |
|               | 1875 | 1950 | 1975 | 1987 | 2012 | 2014 | 2016 | 2017 | 2021 | 2023 |